# Condado la Pila primera sección
Condado la Pila primera sección es una localidad del estado mexicano de Guanajuato. Es parte del municipio de Silao de la Victoria. Fue fundada el 30 de septiembre de 2009.

## Demografía
| Censo | Población |
| ----- | --------- |
| 2010  | 674       |
| 2020  | 1 435     |